# Vuelta al Táchira 1975
La 10.ª edición de la Vuelta al Táchira se disputó desde el 12 hasta el 22 de enero de 1975.
Perteneció al calendario de la Federación Venezolana de Ciclismo. El recorrido contó con 10 etapas y 1304 km, transitando por los estados Barinas, Portuguesa, Mérida y Táchira.
El ganador fue el venezolano Fernando Fontes del equipo Club Martell, quien fue escoltado en el podio por Nicolás Reidtler y Sergei Morozov.
Las clasificaciones secundarias fueron; Nicolás Reidtler ganó la clasificación por puntos y la montaña, el sprints para Carlos Cardet, y la clasificación por equipos la ganó Club Martell.

## Equipos participantes
Participaron varios equipos conformados por entre 6 y 8 corredores, con equipos de Venezuela, Cuba, Italia, Unión Soviética y Colombia.
| - Club Martell A - Club Martell B - Leche Táchira - Lotería del Táchira A - Selección de Táchira - Selección de Barinas - Selección de Trujillo - Club Asamblea Legislativa Mérida - Club Educadores Mérida - Selección de Zulia - Equipo Mixto | - Selección de Argentina - Club POC de Medellín Colombia - Selección de Unión Soviética - Selección de Cuba - Selección de Italia - Selección de Guatemala - Selección de Polonia - Selección de Brasil |

## Etapas
| Etapa | Fecha       | Recorrido                       | Km  | Ganador           | Lider            |
| 1ª    | 12 de enero | Circuito en San Cristóbal       | 60  | Nicolás Reidtler  | Nicolás Reidtler |
| 2ª    | 13 de enero | San Cristóbal - La Grita        | 113 | José Duaxt        | José Duaxt       |
| 3ª    | 14 de enero | La Grita - Tovar                | 140 | Carlos Siachoque  | José Duaxt       |
| 4ª    | 15 de enero | Tovar - Mérida                  | 97  | Nicolás Reidtler  | Sergei Morozov   |
| 5ª    | 16 de enero | Mérida - El Vigía               | 110 | Guillermo León    | Sergei Morozov   |
| 6ª    | 17 de enero | Caño Zancudo - Valera           | 140 | Nicolás Reidtler  | Sergei Morozov   |
| 7ª    | 19 de enero | Santa Ana de Trujillo - Guanare | 146 | Euguene Smetanini | Sergei Morozov   |
| 8ª A  | 20 de enero | CRI Guanare - Guanare           | 97  | Luis Díaz         | Sergei Morozov   |
| 8ª B  | 20 de enero | Guanare - Barinas               | 85  | Arkadi Dikoussar  | Sergei Morozov   |
| 9ª    | 21 de enero | Santa Bárbara - Rubio           | 170 | Luis Díaz         | Sergei Morozov   |
| 10.ª  | 22 de enero | Rubio - San Cristóbal           | 125 | Nicolás Reidtler  | Fernando Fontes  |

## Clasificaciones

### Clasificación general
| Posición | Ciclista         | Equipo                       | Tiempo     |
|          | Fernando Fontes  | Club Martell                 | 32:06:01   |
| 2º       | Nicolás Reidtler | Lotería del Táchira          | + 00:00:45 |
| 3º       | Sergei Morozov   | Selección de Unión Soviética | + 00:03:45 |
| 4º       | Luis Díaz        | Selección de Colombia        | + 00:06:34 |
| 5º       | Carlos Siachoque | Selección de Colombia        | + 00:10:34 |
| 6º       | Andrés Mora      | Selección de Mérida          | + 00:11:03 |
| 7º       | José Duaxt       | Lotería del Táchira          | + 00:12:59 |
| 8º       | Guillermo León   | Selección de Colombia        | + 00:13:18 |
| 9º       | Eugene Smetanine | Selección de Unión Soviética | + 00:13:45 |
| 10º      | Jorge Pérez      | Selección de Cuba            | + 00:20:45 |

### Clasificación por puntos
| Posición | Ciclista         | Equipo                | Puntos |
|          | Nicolás Reidtler | Lotería del Táchira   | 74     |
| 2°       | Luis Díaz        | Selección de Colombia | 74     |
| 3°       | Fernando Fontes  | Club Martell          | 60     |

### Clasificación de la montaña
| Posición | Ciclista         | Equipo                | Puntos |
|          | Nicolás Reidtler | Lotería del Táchira   | 22     |
| 2°       | Guillermo León   | Selección de Colombia | 18     |
| 3°       | José Duaxt       | Lotería del Táchira   | 16     |

### Clasificación de los sprints
| Posición | Ciclista        | Equipo                       | Puntos |
|          | Carlos Cardet   | Selección de Cuba            | 31     |
| 2°       | Oswaldo Bettoni | Club Martell                 | 24     |
| 3°       | Nicolai Gorelov | Selección de Unión Soviética | 10     |

### Clasificación sub-23
| Posición | Ciclista     | Equipo       | Tiempo |
|          | Bandera de ? | Bandera de ? |        |
| 2°       | Bandera de ? | Bandera de ? |        |
| 3°       | Bandera de ? | Bandera de ? |        |

### Clasificación por equipos
| Posición | Equipo             | Tiempo    |
|          | Colombia           | 96h48m29s |
| 2°       | Lotería de Táchira | 97h02m15s |
| 3°       | Selección de URSS  | 97h04m24s |